# Roland Vossebrecker
Roland Vossebrecker (* 1965) ist ein deutscher Komponist und Pianist.

## Leben
Nach dem  Abitur am Otto-Hahn-Gymnasium in Bergisch Gladbach studierte Roland Vossebrecker an der Musikhochschule Köln Klavier bei W. Neuhaus und Dirigieren bei  Volker Wangenheim. Von 1991 bis 2000 war Vossebrecker Leiter des Aachener Studentenorchesters (u. a. mit Aufführungen von Werken von Beethoven, Schubert, Schumann, Brahms, Wagner, Franck u. v. m.). 1992 absolvierte er mit dem Kölner Hochschulorchester sein Dirigier-Examenskonzert mit den Werken Bratschenkonzert (B. Martinů) und Sechs Orchesterstücke op. 6 (A. Webern). Er lebt freischaffend als Komponist, Dirigent, Pianist und unterrichtet diese Fächer in Bergisch Gladbach. Von Mai bis Oktober 1994 war er Stipendiat der Stiftung für Kunst und Kultur des Landes NRW. In diesem Rahmen entstand die Neufassung des Lyrischen Requiems für großes Orchester sowie die Komposition des Konzertes für 21 Instrumente. 1998 kam es zur Aufführung der Komposition Lyrisches Requiem auf Texte von Kindern aus dem Konzentrationslager Theresienstadt. Als Lehrer, wie auch als Komponist gilt sein besonderes Interesse dem Vermitteln von emotionalem und intellektuellem Verständnis von Musik. In Workshops und Seminaren gibt er dem neugierigen Musikliebhaber einen Einblick in die Denk- und Arbeitsweise eines Komponisten. Vossebrecker komponierte zahlreiche Klavier-, Kammermusik-, Ensemble- und Orchesterwerke. Während der Covid-19-Pandemie gab er über YouTube Benefizkonzerte für Oxfam. Roland Vossebrecker ist verheiratet und hat zwei Kinder.

### Aufführungen
Neben zahlreichen weiteren Aufführungen eigener Werke als Pianist und Dirigent im In- und Ausland fanden statt:
- 2001 „O Meer“, Motette für 6-stimmigen Chor und Streichorchester als Auftragskomposition für das LJKO NRW,
- 2001 Mehrfache Aufführungen der Auftragskomposition „O Meer“ in Litauen
- Mai 2005 Uraufführung des „Klavierbuch 2004“
- 2006 Erstes Trio für Oboe, Heckelphon und Klavier
- 2007 Uraufführung des Trios für Oboe, Heckelphon und Klavier, Kölner Philharmonie

## Werkverzeichnis

### Übersicht
- „Lyrisches Requiem“ auf Texte von Kindern aus dem Konzentrationslager Theresienstadt (1989/1990) für Bariton, Alt und 21 Instrumente; Neufassung für großes Orchester (1994): UA Februar 1995
- Konzert für Bratsche und 9 Instrumente (1990); UA November 1991
- Konzert für Klavier und 9 Instrumente (1991); UA November 1991
- Klagelied für Baß und 12 Instrumente (1992/93); UA Februar 1994
- Konzert für 12 Instrumente (1993); UA Februar 1994
- Konzert für 21 Instrumente (1994/95); UA März 1996
- Sonate (1996), Fassung für Klavier; UA Oktober 1996; Fassung für Kammerensemble: UA Oktober 1997
- Konzert für Violine, Oboe (Englisch Horn), Klarinette, Cello, Klavier und Orchester (1998); UA Juni 1999
- Adagio für 21 Streicher (1999)
- Agitato für Klavier (1999); UA Februar 2002
- 12 deutsche Volkslieder, Übungen in Brahms’schem Stil (2000)
- Quartett für Oboe, Klarinette, Fagott und Klavier (2000); UA Februar 2002
- Sonate für Cello und Klavier (2000); UA Mai 2010
- Für Joshua (Klavierstück) (2000); UA Februar 2002
- 6 Eichendorff-Lieder, Übungen in romantischem Stil (2000/01); UA Januar 2011
- „O Meer“, Motette für 6-stimmigen Chor und Streichorchester (2001),(Auftragskomposition für das LJKO NRW); UA September 2001
- Scherzo für 21 Streicher (2000/01)
- Agitato für 21 Streicher (1999/2001)
- Introduktion und Scherzo für Flöte, Oboe und Englisch Horn (2002); November 2002
- Musik für Oboe, Klarinette, Fagott und Klavier (2002); UA März 2004
- Für Judith (Klavierstück) (2003); UA März 2004
- Ein Klavierbuch (2004); UA Mai 2005
- 1. Trio für Oboe, Heckelphon und Klavier (2006); UA Juni 2007
- „Die Wiese hinter dem weißen Häuschen“ (Klavierstück) (2007); UA Mai 2010
- Ein Klavierbuch Band 2 (2007/08); UA November 2008
- Ein Kompositorisches Lehrstück (2008); UA November 2008
- Drei Stücke für Oboe und Klavier (2009); UA Mai 2010
- Für Heckelphon und Klavier (2009); UA Mai 2010
- 2. Trio für Oboe, Heckelphon und Klavier (2009); UA Mai 2010
- Zwei Stücke für Oboe und Klavier (2010)
- Drei Stücke für Klarinette und Klavier (2011)
- Vier Lieder auf ein Gedicht von Rilke (2011)
- Duett für ein Sopran- und ein Tenorinstrument mit Klavierbegleitung (2011)
- Adagio für Klavier (2012)
- Sonate für Klarinette und Klavier (2012)

### Ein Klavierbuch (2004)
Das Klavierbuch (2004) gilt als eines der Hauptwerke des Komponisten und steht exemplarisch für seine Kompositionsarbeit:

„Das Werk besteht aus 34 kurzen Sätzen, die auf vielfältigste Weise miteinander verwandt sind. Der Reiz des Werkes besteht also zum einen in der abwechslungsreichen und kurzweiligen Abfolge vieler prägnanter Charakterstücke, zum anderen aber auch im Nachvollziehen der raffinierten und zum Teil spektakulären Querverbindungen, die zwischen den Sätzen bestehen.
Da gibt es zum Beispiel eine Etüde für linke Hand alleine, sowie Thema und Variationen für rechte Hand alleine, und eben auch diese beiden Stücke gleichzeitig. Da gibt es mehrere Sätze vollkommen unterschiedlichen Charakters, die sich alle auf denselben Höhepunkt zu bewegen. Da gibt es zwei Kinderstücke (komponiert für die beiden Kinder des Komponisten); da gibt es Spannendes, Meditatives, Dramatisches und Humorvolles, eingebunden in ein raffiniertes Formkonzept.“

2007/08 entstand mit dem Klavierbuch Band 2 die Fortsetzung, die mehrfach Anspielungen auf den ersten Band enthält, aber mit einem neuen formalen Konzept aufwartet.